# Erato (muze)

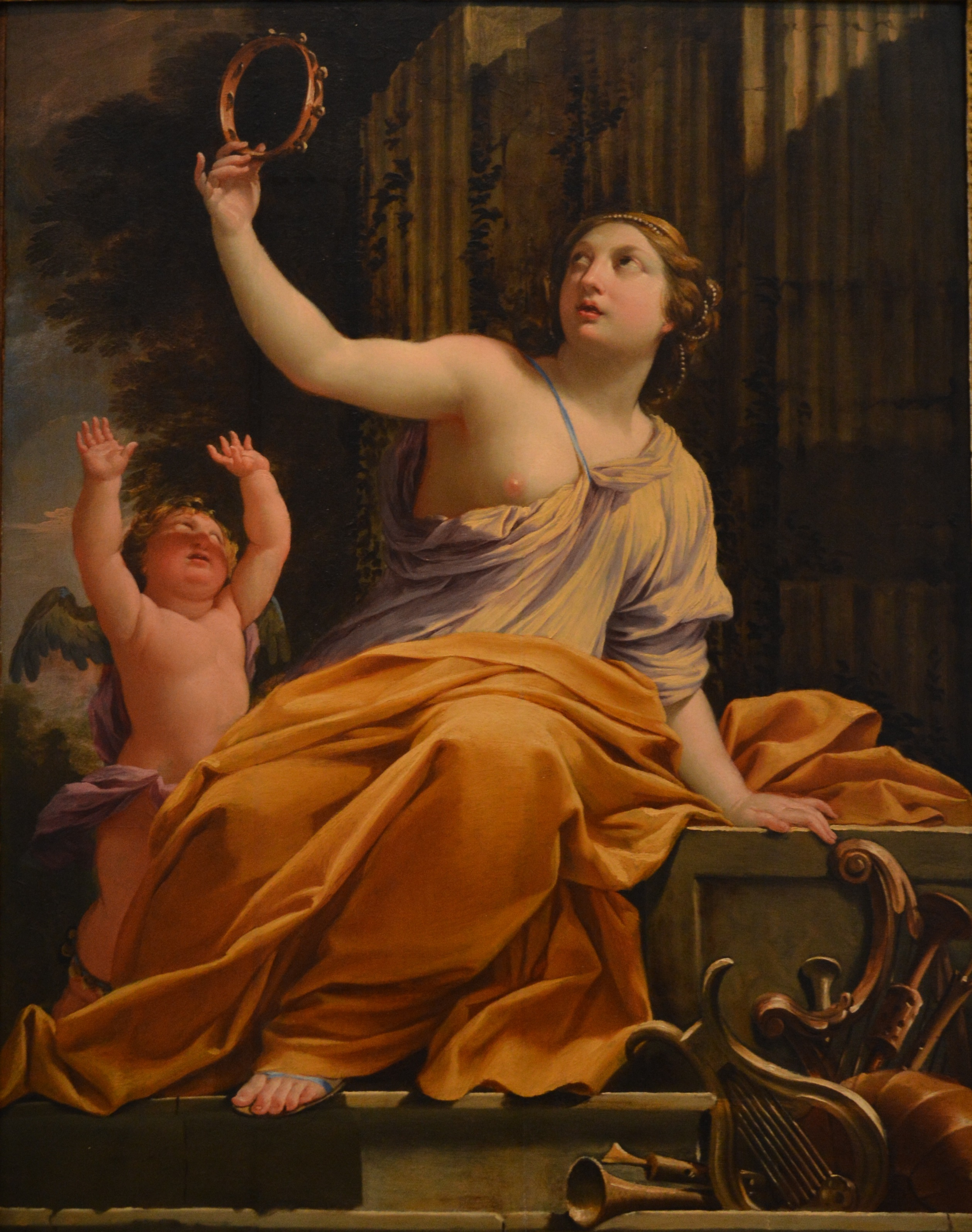
Erato

Erato (Grieks: Ἐρατώ) is een van de negen muzen uit de Griekse mythologie. Haar naam betekent 'beminnelijke' en ze is de muze van de hymne, het lied, de lyriek en het liefdesgedicht. Haar attributen zijn snaarinstrumenten, meestal is dit een lier. 
Erato wordt ook genoemd als een van de nimfen die de god Hermes verzorgden op de berg Nysa.
Clio · Erato · Euterpe · Kalliope · Melpomene · Polyhymnia · Terpsichore · Thaleia · Urania